# سيسبان ثنائي الأشواك
سيسبان ثنائي الأشواك  (الاسم العلمي:Sesbania bispinosa) هو نوع من النباتات يتبع جنس السيسبان من الفصيلة البقولية. تم وصف هذا النوع من النبات علمياً لأول مرة من قبل نيكولاس جوزيف فون جاكوين ووليام فرانكلين وايت سنة 1909.